# コロナー
コロナー (Coroner)は、スイス出身のヘヴィメタル・バンド。同国を代表するスラッシュメタル系グループとして活動していたが、1996年に解散。2010年以降から、約15年ぶりに再始動を果たした。
音楽性は、「スラッシュメタル」「プログレッシブ・ロック」「インダストリアル・メタル」「ジャズ」などさまざまな要素が混ざり合った高度なテクニカル・スタイルが特徴。そのアルバムを重ねるごとに、よりプログレッシブのクオリティを増していった彼らの音楽は「スラッシュメタルのラッシュ」とも評された。

## 来歴

### 1980年代 - 1986年
コロナーは当初、ドラマーのマーキー・エデルマン、ギタリストのオリバー・アンバーグを中心に、1980年代初期にスイスのチューリッヒで結成された。最初のラインナップは、マーキー・エデルマン、ギタリストのオリバー・アンバーグに、ベーシストのフィル・ポズクタイ、ヴォーカリストのピート・アッティンガーに加えた5人編成で、当時はその後のコロナーとはまったく違う種類のヘヴィメタルを演奏するバンドだった。しかし1985年初頭にバンドは解散。その後マーキー・エデルマンはメンバーを募集し、ギタリストのトミー・ヴェッターリ、ベーシストのロン・ブローダーの3人で、同年、再びコロナーとして活動を始めた。
なお、1996年の解散までの間、マーキー・エデルマンはマーカス・マーキー、トミー・ヴェッターリはトミー・T・バロン、ロン・ブローダーはロン・ロイスというアーティスト・ネームで活動した。
1986年、コロナーはこの3人のラインナップでのはじめてのデモとなるDeath Cult をリリース。このデモでは、同郷であるセルティック・フロストの中心人物トム・G・ウォリアーが数曲ヴォーカルで参加した。当時コロナーはヴォーカルがおらず、バンドはヴォーカルとセカンドギタリストを探しているところだった。1980年代のチューリッヒには、ヘヴィメタルを嗜好する若者が集う、いわゆるヘヴィディスコと呼ばれた場所があり、そこでお互いに知り合ったりバンドを結成するなどしていたという。その中にはセルティック・フロスト（当時はヘルハマー）もおり、毎週のようにそこへ出かけていたマーキー・エデルマンはトム・G・ウォリアーとも懇意だったという。そして、このレコーディングの際にはじめてトム・G・ウォリアーのヴォーカルを聴いたロン・ブローダーは、彼のその独特のヴォーカルスタイルに刺激され、それが、彼が歌うことを試み始めた理由のひとつともなったという。そしてその後、ロン・ブローダーがコロナーのヴォーカルも担当するようになった。この他にもコロナーとセルティック・フロストのつながりは多く、初期コロナーのメンバーだったオリバー・アンバーグは1989年にセルティック・フロストに参加しCold Lake でギターを担当、またマーキー・エデルマンは1980年代セルティック・フロストのツアー時にローディーを務めたことがあったり、トム・G・ウォリアーがセルティック・フロスト解散後1995年に結成したApollyon SunのデビューEPとなるGod Leaves (and Dies) に参加するなどした。
完成したDeath Cult を世界中のレーベルに送った結果、さまざまなレーベルからオファーを受けたコロナーは、Celtic Frostと同じくドイツのノイズ・レコードと契約した。

### 1987年 - 1990年
1987年、1stアルバム『R.I.P.』 をリリース。バンド自らその音楽性をプログレッシブ・デスメタルと表現していたとおり、主に死に関することをテーマとした、ダークで、そしてジャズやクラシックなどの音楽要素も取り入れた、複雑でプログレッシブなそのスラッシュメタルサウンドは高く評価され、ヨーロッパで50,000枚以上のセールスを記録した。続く1988年には2ndアルバム『パニッシュメント・フォー・デカダンス』をリリース。スピードへの強いこだわりを感じさせる楽曲はスラッシュメタルらしさを強く感じさせながら、さらに複雑さを増した楽曲と流れるようなトミー・ヴェッターリのギターソロなどにみられる音楽的な要素は、彼らの更なる音楽的発展の可能性を感じさせた。
コロナーは、アルバムの最後に実験的な曲を収録することがよくあり、このアルバムでは実験的アレンジによるジミ・ヘンドリックスの「パープル・ヘイズ」のカバーが収録された。
1989年にリリースされた3rdアルバム『ノー・モア・カラー』では、前作より音質が改善され、また楽曲もさらに複雑さを増しながらもソングライティングやアレンジは成熟を感じさせるものとなった。アルバムの最後に収録された"Last Entertainment"は、アトモスフェリックなシンセサイザーとギターリフが響く中、エコーのかかった朗読がながれるという、アンビエント的要素を取り入れた実験的なクロージング曲で、こうした先進的な実験の成果が、次作で大きく実を結ぶことになる。
バンドは1989年9月からクリーターとともにU.S.ツアーを行い、1990年から1991年にかけて『No More Color Tour』としてヨーロッパを回った。またその間にベルリンの壁崩壊後のベルリンで『Thrashing East』として行われたライブにクリーター、タンカード、サバトらとともに出演。同年、このときの模様を収録したVHSおよびレーザーディスク『No More Color Tour '90 - Live In East Berlin』がリリースされた。またこのフェスティバルの模様は、コンピレーション『Doomsday News III - Thrashing East Live』としてリリースされた。

### 1991年 - 1992年
1991年、バンドは4thアルバム『メンタル・ヴォルテクス』をリリース。このアルバムで、彼らの創造性、独創性は大きな開花をみせた。型にはまらない独創的なソングライティング、効果的に配されたSE、ジャズやプログレッシブ・ロック、インダストリアル・メタルなどさまざまな要素と混じりあい複雑に展開しながら、それを卓越した演奏力とアレンジでタイトにまとめたサウンドは、スラッシュメタルの枠を超え、アヴァンギャルド・スラッシュというべき領域へと踏み込むものとなった。また、当時デスメタルのアルバムを多く輩出し、その中心地的存在だったアメリカのフロリダ州タンパにあるモリサウンドで、トム・モリスによってミックスされたそのサウンドは、非常にクリアで洗練されたものとなった。アルバムの最後には、ビートルズの「アイ・ウォント・ユー」のカバーを収録。商業的に大きな成功を得るにはいたらなかったが、この『メンタル・ヴォルテクス』はエクストリーム・メタルの傑作のひとつに数えられている。
アルバムリリース後、メコン・デルタとともに『Shadows of the Dark Side Tour』としてオランダやドイツを回ったのち、ニュークリア・アソルトやパニックとともにアメリカツアーを実施。翌1992年にはイタリア、フランスなどでライブを行った。

### 1993年 - 1996年
1993年、バンドは5thアルバム『グリン』をリリース。前作でも、シーケンサーのように正確なリズムやSEなどによってインダストリアル・メタル的なニュアンスを多分に感じさせていたが、このアルバムではさらにそうした要素が拡大。スローでグルーヴィな楽曲を中心に、サンプリングやSEを多用し、パターンの反復や曲の長尺化など、プログレッシブでアヴァンギャルドなその音楽性をさらに推し進めた、これまでの集大成的な作品となった。マーキー･エデルマンによれば、こうしたサウンドの変化は、数々のライブを経る中で、どういうプレイが自分たちにとって楽しいのかということを次々に発見したことや、ライブの中でより聴衆との相互作用を生み出したいと考えた結果生まれてきたものだったという。
こうした大きな変化を受けて、これをバンドの最高傑作とする評価と、受け入れられないとする評価と、このアルバムは賛否両論を呼ぶこととなった。不幸なことに所属レーベルであるノイズ・レコードがコロナーへの関心を失ったことで、バンドは十分なサポートやマネージメントを受けられない状況となり、バンドはこのアルバムのリリース直後から、解散することを考えていたという。
アルバムリリース後、バンドは『Grin Tour』としてヨーロッパを回った。翌1994年もフランスやスイスでライブを行い、1995年の末、これまでにリリースされた楽曲から選曲された曲に未発表曲を加えたベスト・アルバム『Coroner』をリリースした。収録された新曲は、『Grin』の楽曲をさらに実験的に進化させたものとなった。その後、このアルバムはレーベルとのレコーディング契約を履行するためにリリースされたもので、バンドがこの年の初頭にすでに解散していたことが発表された。
1996年、バンドはヨーロッパ数箇所を回るフェアウェル･ツアーを行うことを発表。このツアーの会場限定で、未発表曲や1995年9月23日のチューリッヒでのライブを収録したカセットテープ『The Unknown Unreleased Tracks 1985-95』が販売された。
解散後、トミー・ヴェッターリはクリーターに加入し、『アウトキャスト』、『エンドラマ』の2枚のアルバムに参加。また1994年にはクロークスやメコン・デルタなどで知られるドラマーのピーター・ハースとともにクロックワークを結成しており、1995年にNight Of The Vinyl Dead RecordsからEP『Clockwork』をリリースした。 また2005年からはスイスのNew Sound Studioでプロデューサーおよびエンジニアを務めている。マーキー・エデルマンはトム・G・ウォリアーのApollyon Sunに参加。また2005年にはテクノ・プロジェクトKnallkidsとしてEP『Baked Boy Scouts』をリリースした。ロン・ブローダーは音楽業界から離れたと伝えられた。

### 2005年 -
2005年3月になって、トミー・ヴェッターリがプロデューサーのニール・カーノンが主催するフェスティバルにコロナーが参加できる可能性がないか打診されたことが伝えられ、コロナー再結成への期待が高まったが、後に撤回され、再結成は実現しなかった。しかしそれから5年後の2010年6月はじめごろ、69 Chambersの一員としてライブを行ったトミー・ヴェッターリが、ライブ終了後にコロナーが再結成すると発表したことが伝えられ、その後正式に、コロナーがオリジナルメンバーで再結成し、2011年の『ヘルフェスト』（フランス）、『ブラッドストック』（イギリス）、『デスフェスト』（アメリカ）に出演することなどが正式発表された。
活動再開後はコンスタントにさまざまなフェスティバル等に出演するなど順調に活動を続けていたものの、コロナーを立ち上げ、これまでそのほとんどの詩を書いてきたマーキー・エデルマンが2014年2月をもって脱退し、その後は新たにドラマーを迎えて活動を継続することが発表された。同年5月、パガニーニやサイレント・メモリアルのメンバーであり、トミー・ヴェッターリと同じく69 Chambersのメンバーでもあるディエゴ・ラパキイッティが正式に加入したことが発表された。
同年6月からバンドは初めてとなるオーストラリアツアーを行い、翌2015年にはブラジルやメキシコ、コロンビアなどを回るラテンアメリカ・ツアーを行った。
2016年、2011年から2014年までのマーキー・エデルマン在籍中のライブ映像や、1990年リリースの『No More Color Tour '90』、コンピレーションCDなどを含む、オリジナルメンバーでのコロナーの集大成となるコンピレーションBOXセット『Autopsy』をリリース。そして、Sony Music Switzerlandと新たに契約し、作品をリリースする予定であることが発表された。

## メンバー

### 現在ラインナップ
- ロン・ブローダー (Ron Broder a.k.a. Ron Royce) - ヴォーカル、ベース (1985-1996、2010- )
- トミー・ヴェッターリ (Tommy Vettarli a.k.a. Tommy T. Baron) - ギター (1985-1996、2010- )
- ディエゴ・ラパキイッティ (Diego Rapacchietti) - ドラム (2014- )

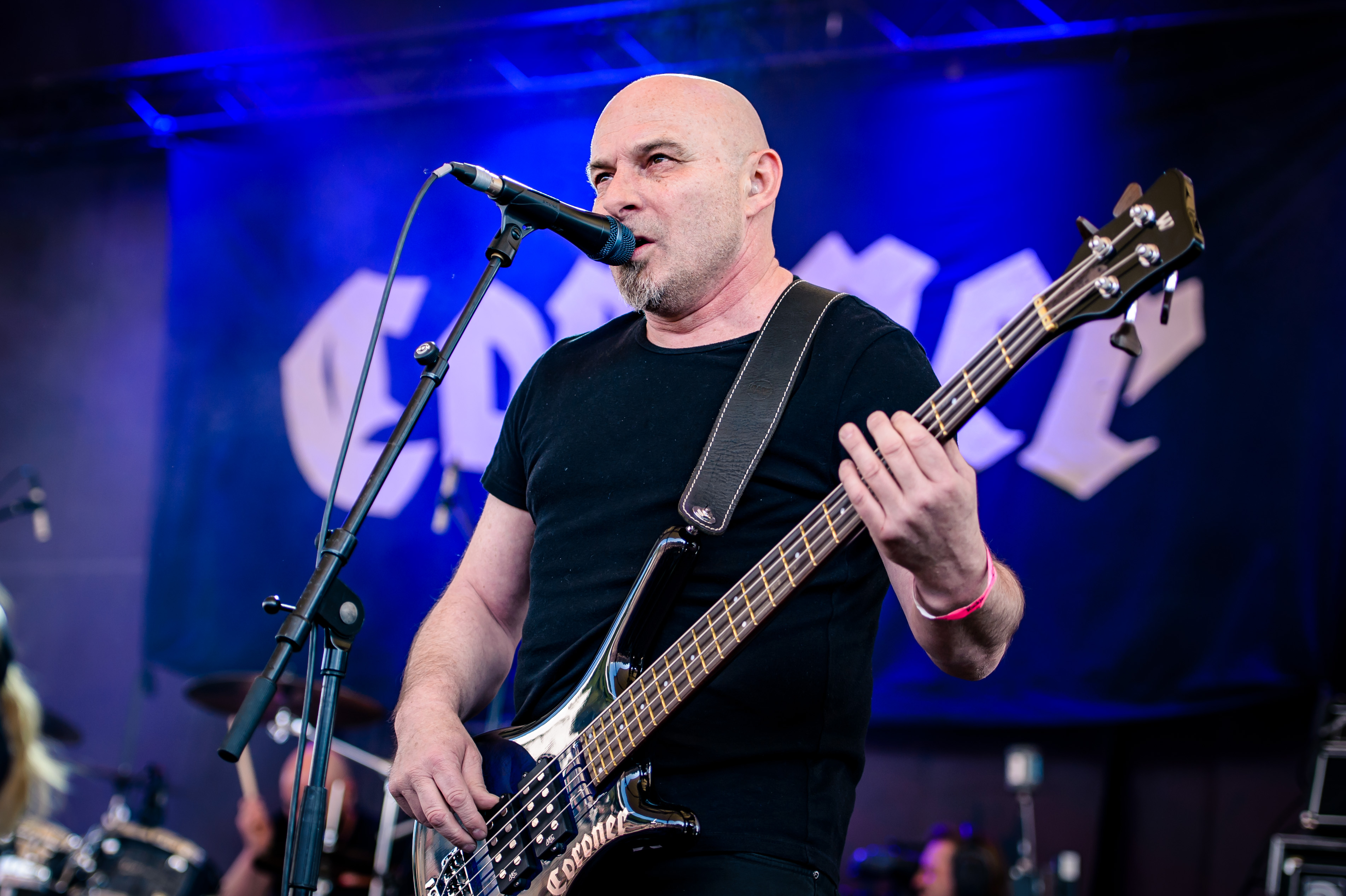
ロン・ブローダー(Vo/B) 2018年
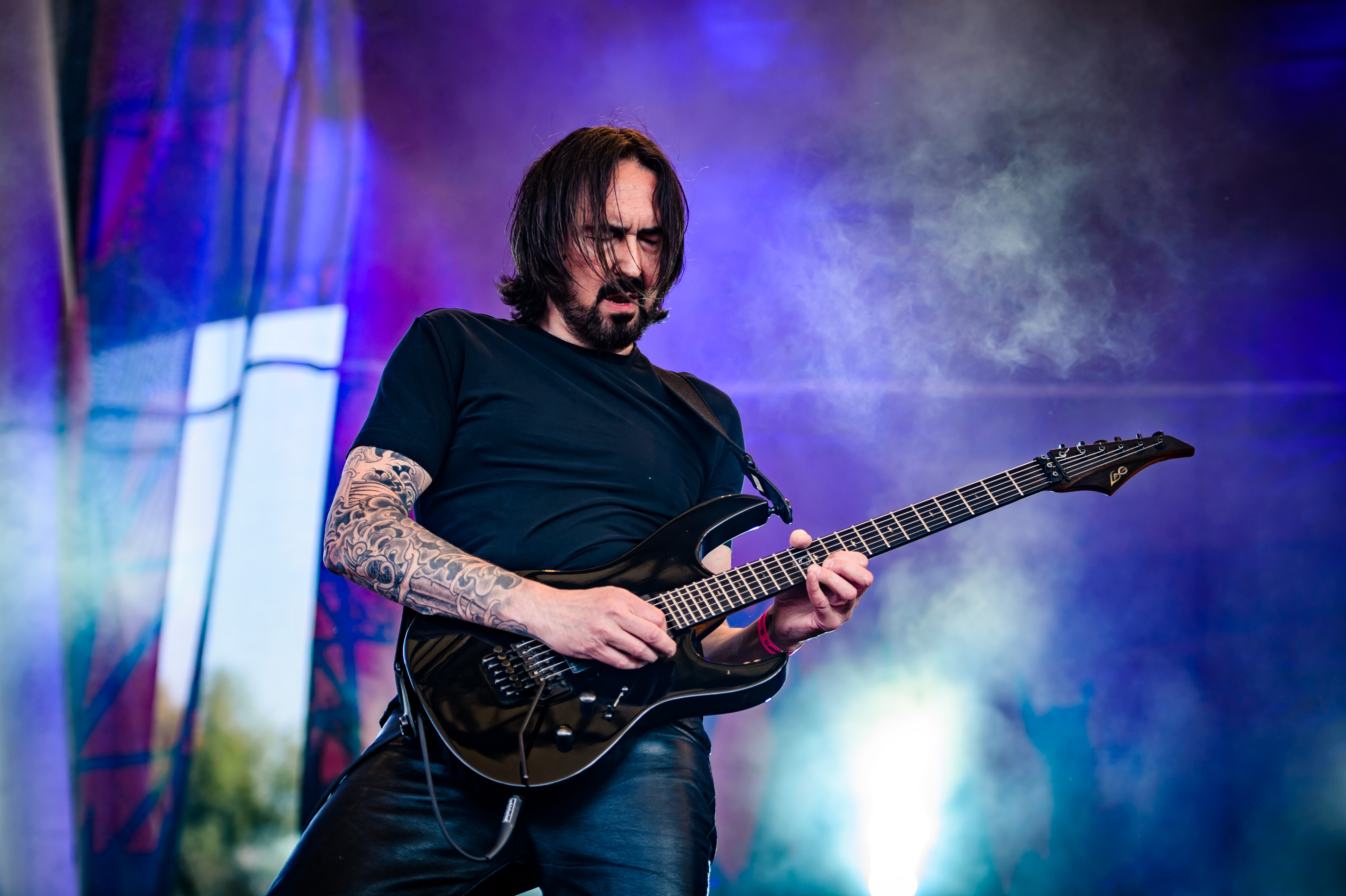
トミー・ヴェッターリ(G) 2018年
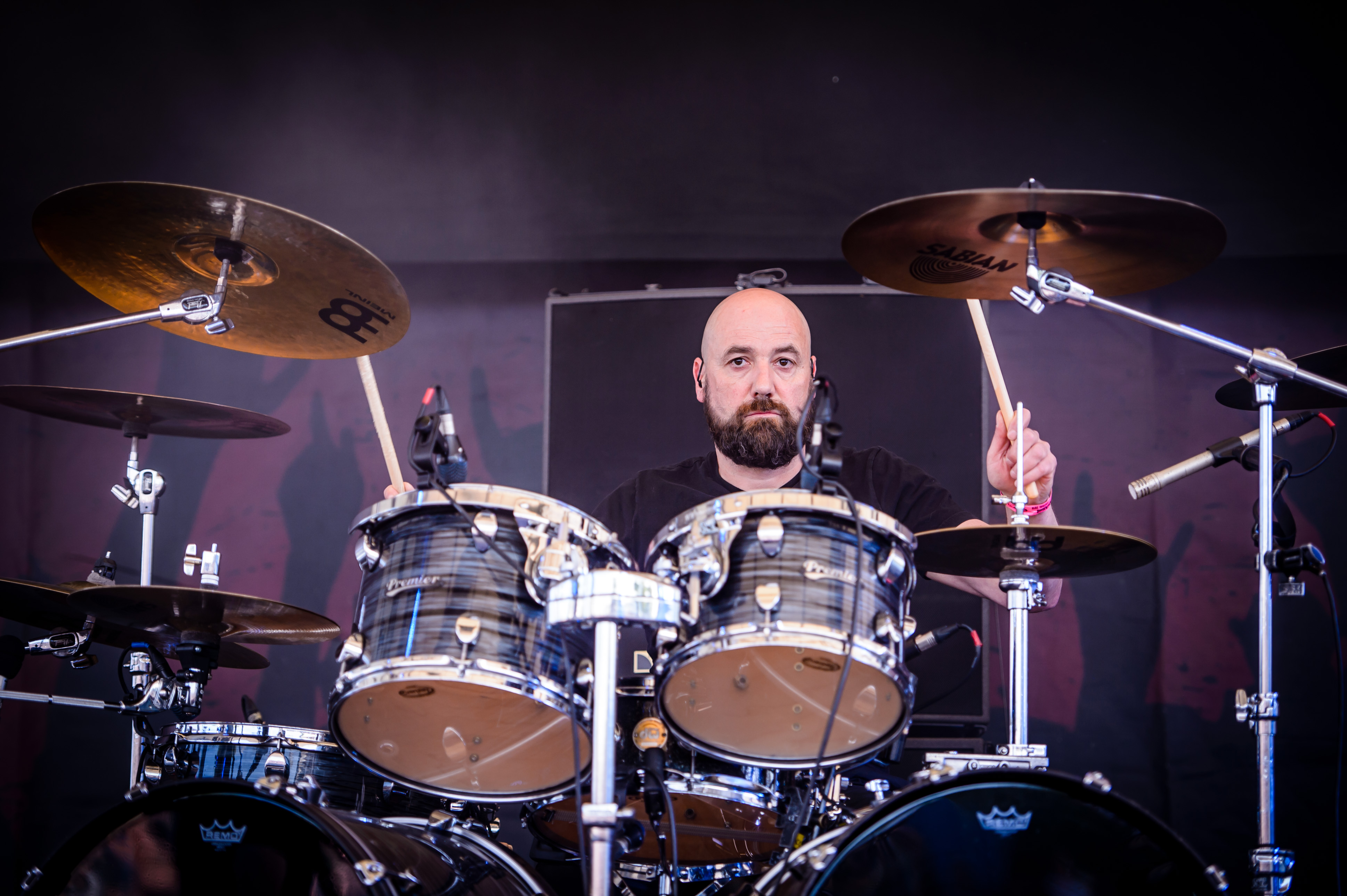
ディエゴ・ラパキイッティ(Ds) 2018年

### 旧メンバー
- マーキー・エデルマン (Marky Edelmann a.k.a. Marquis Marky) - ドラム (1985-1995、2010-2014)
- オリバー・アンバーグ (Oliver Amberg a.k.a. Oly Amberg) - ギター (1983–1985)
- フィル・ポズクタイ (Phil Puzctai) - ベース (1983-1984)
- ピート・アッティンガー (Pete Attinger) - ヴォーカル (1983-1984)

## ディスコグラフィ

### スタジオ・アルバム
| 発売年 | タイトル                             | 原題                     | 最高位 (CH) |
| ------ | ------------------------------------ | ------------------------ | ----------- |
| 1987年 | R.I.P.                               | R.I.P.                   | 74          |
| 1988年 | パニッシュメント・フォー・デカダンス | Punishment for Decadence | 77          |
| 1989年 | ノー・モア・カラー                   | No More Color            | 63          |
| 1991年 | メンタル・ヴォルテクス               | Mental Vortex            | −           |
| 1993年 | グリン                               | Grin                     | 99          |

### ライブ・ビデオ
- No More Color Tour '90 - Live in East Berlin VHS/LaserDisk (1990年)

### コンピレーション・アルバム
- Coroner (1995年)
- The Unknown Unreleased Tracks 1985-95 (1996年)
- Autopsy (2016年)